# Château de Montgauger
Le château de Montgauger est un château construit à Montgauger et aujourd'hui situé à Saint-Épain en Indre-et-Loire et inscrit aux monuments historiques le 2 juin 1976.